# هیتا، اوئیتا
هیتا در استان اوئیتا در کشور ژاپن  واقع شده‌است  که دارای جمعیت ۷۲٬۶۰۱ نفر و مساحت ۶۶۶٫۱۹ کیلومتر مربع با تراکم جمعیت ۱۰۹  نفر در کیلومترمربع است و در تاریخ ۱۱ دسامبر ۱۹۴۰ به عنوان شهر شناخته شد.